# Bulacan

Bulacans placering på en karta över Filippinerna

Bulacan är en provins i Filippinerna, belägen på ön Luzon. Bulacan ligger norr om huvudstaden Manila i regionen Central Luzon. Provinshuvudstaden är Malolos. Norr om Bulacan ligger provinserna Pampanga och Nya Ecija, i öst ligger Aurora och Quezon, i söder Rizal och Metro Manila. Till väster om Bulacan ligger Manilabukten. Totalt har provinsen 2 686 900 invånare (2006) på en yta av 2 625 km². De tre största språken i provinsen är tagalog, engelska och kapampangan. 
Namnet Bulacan betyder bomull på tagalog, och namnet är taget eftersom det är mycket bomullsodling i provinsen.
Större städer och orter är Baliuag, Malolos, Marilao, Meycauayan, San Jose del Monte och Santa Maria.

## Politisk indelning
Bulacan är indelat i 3 städer samt 21 kommuner.

### Städer
- Malolos
- Meycauayan
- San Jose del Monte

### Kommuner
- Angat
- Balagtas
- Baliuag
- Bocaue
- Bulacan
- Bustos
- Calumpit
- Doña Remedios Trinidad
- Guiguinto
- Hagonoy
- Marilao
- Norzagaray
- Obando
- Pandi
- Paombong
- Plaridel
- Pulilan
- San Ildefonso
- San Miguel
- San Rafael
- Santa Maria